# Sixto Parzinger
Sixto José Parzinger Foidl, (St. Johann in Tirol, Tirol, Austria, 21 de diciembre de 1931-Lanco, Chile, 25 de febrero de 2023) fue un religioso capuchino austro-chileno, Obispo emérito de la Diócesis de Villarrica.

## Biografía
Sus padres fueron Johann Parzinger Dirnberger y Elise Foidl Hochfilzer. Ingresó a la Orden de los Padres Capuchinos en Laufen (Baviera), Alemania, el 21 de agosto de 1954. Hizo sus votos simples en Laufen el 22 de agosto de 1955; y sus votos solemnes en Eichstätt el 22 de agosto de 1958.
Cursó sus estudios eclesiásticos en su Orden, en Alemania. Fue ordenado sacerdote en Freising, Alemania, el 29 de junio de 1960 por el Cardenal Josef Wendel, arzobispo de Múnich. Posteriormente cumplió diversas actividades misioneras.
Llegó a Chile el 18 de marzo de 1965. En el país, fue vicario parroquial en Padre Las Casas (1965-1966) y en Boroa (1967-1969). Se desempeñó, además, como párroco de Padre Las Casas (1970-1977).

## Episcopado
El papa Pablo VI lo eligió obispo titular de Guari y vicario de Araucanía el 27 de diciembre de 1977. Fue consagrado en la Catedral de Villarrica el 5 de marzo de 1978 por el cardenal Agnelo Rossi, prefecto de la Sagrada Congregación para la Evangelización de los Pueblos. Co-consagrantes principales fueron Monseñor Francisco Valdés, Obispo de Osorno y Monseñor Sergio Contreras, Obispo de Temuco. 
Tomó posesión del Vicariato el 5 de febrero de 1978. Sucedió en el Vicariato a Mons. Guillermo Hartl, fallecido en 1977.
En 2002 el Vicariato Apostólico de la Araucanía fue elevado a Diócesis por Juan Pablo II, y Monseñor Parzinger fue confirmado en el episcopado del territorio eclesiástico, tomando posesión como Obispo de la nueva Diócesis de Villarrica el mismo año. 

## Renuncia
En 2009 Monseñor Parzinger presentó su renuncia, en razón de su edad, en conformidad al can. 401 N°1 del Código de Derecho Canónico.
El sábado 7 de febrero de 2009 el papa Benedicto XVI nombró como segundo obispo de Villarrica a Monseñor Francisco Javier Stegmeier Schmidlin, quien hasta el momento se desempeñaba como Rector del Seminario Mayor Metropolitano de Concepción.
Posterior a su renuncia residió junto a las Hermanas Franciscanas del Sagrado Corazón de Jesús en Purulón, comuna de Lanco, colaborando activamente con la atención pastoral de parroquias cercanas a pesar de su ancianidad. El 29 de junio de 2020, durante la pandemia de COVID-19 celebró su sexagésimo aniversario sacerdotal en una íntima Misa, debido a las restricciones sanitarias.
Falleció el 25 de febrero de 2023 a los 91 años, en el Hospital de Lanco producto de una neumonía.